# Précision de pointage
La précision de pointage est une mesure du décalage angulaire entre la cible souhaitée d'un télescope ou d'une antenne et le point dans le ciel au centre de son champ de vue. Cette valeur se mesure en minutes ou secondes d'arc. Un nombre de facteurs, propres à l'appareil ou extérieurs, peuvent agir sur sa précision de pointage.

## Quelques exemples
- Le télescope spatial Hubble a une précision de pointage d'une fraction[pas clair] de seconde d'arc[1].
- Les antennes de 70 mètres du Deep Space Network ont une précision de pointage de l'ordre de 0,006 degré (21 secondes d'arc)[2],[3].